# Кульбашное
Кульбашное (укр. Кульбашне) — село, Михайловский сельский совет, Великобагачанский район, Полтавская область, Украина.
Код КОАТУУ — 5320282603. Население по переписи 2001 года составляло 3 человека.

## Географическое положение
Село Кульбашное находится на расстоянии до 1,5 км от сёл Дакалевка и Михайловка.
По селу протекает пересыхающий ручей с запрудой.